# Golden Globe-díj a legjobb női főszereplőnek – filmdráma
A legjobb női főszereplőnek (filmdráma) járó Golden Globe-díjat a Hollywood Foreign Press Association (Hollywoodi Külföldi Tudósítók Szövetsége) adja át 1951 óta. Korábban egy díj létezett legjobb színésznő (mozifilm) néven, de később különválasztották a filmdráma, illetve a musical/vígjáték kategóriákat.

## Győztesek és jelöltek
Az "Év" oszlopban szereplő évszám az értékelt filmek bemutatási évére utal. A zárójelben megadott díjátadót – ahol ezen filmek női főszereplői közül győztest hirdettek – a következő évben tartották meg.

### 1940-es évek
1949-ig a szövetség kizárólag nyerteseket hirdetett ki. A drámakategória 1951-től lett megkülönböztetve. A jelöltek listáját véglegesen 1957-től tették nyilvánossá évente.

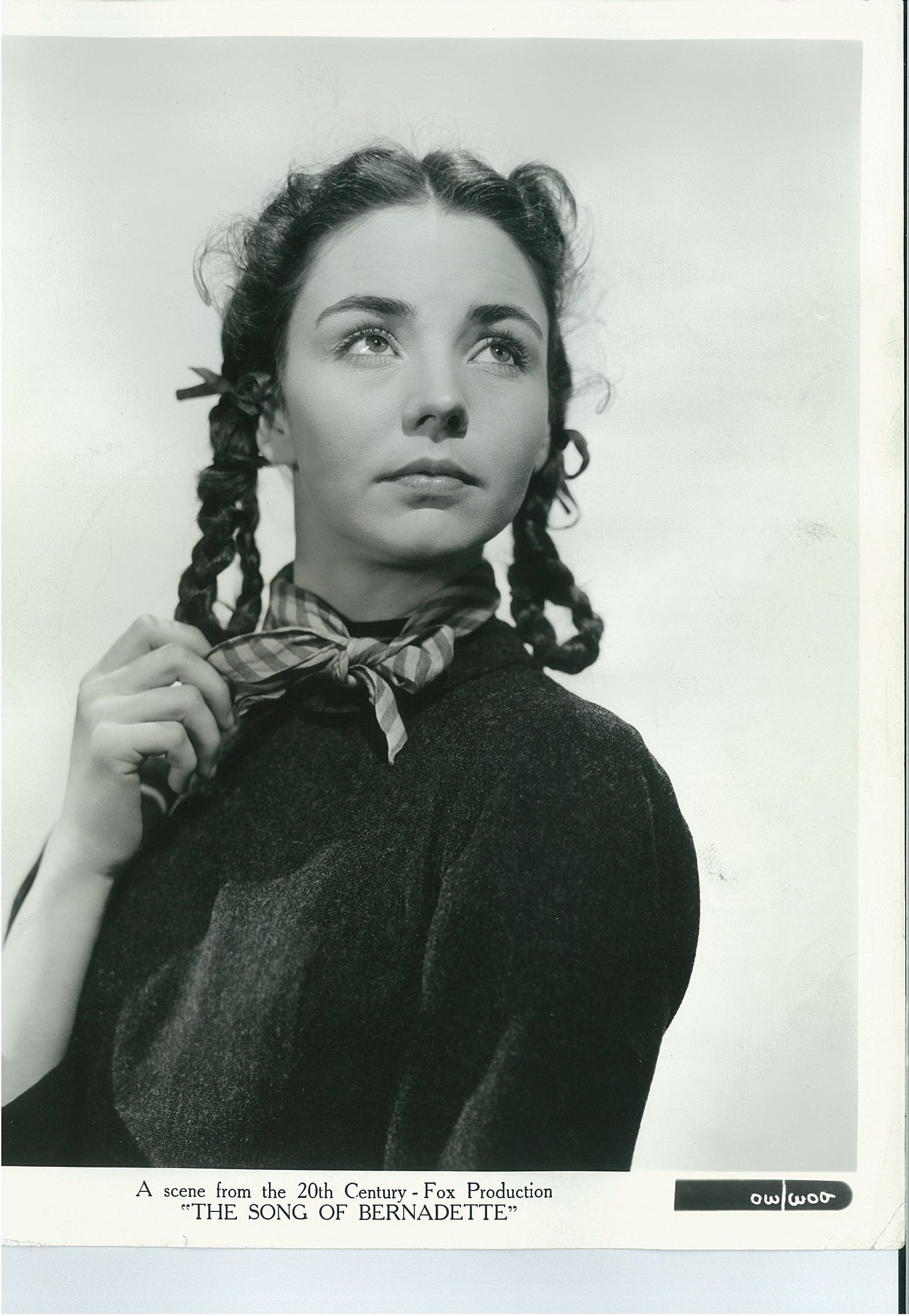
Jennifer Jones, az első női Golden Globe-díjas a Bernadette című filmmel. Ugyanezért a filmért Oscar-díjat is kapott.

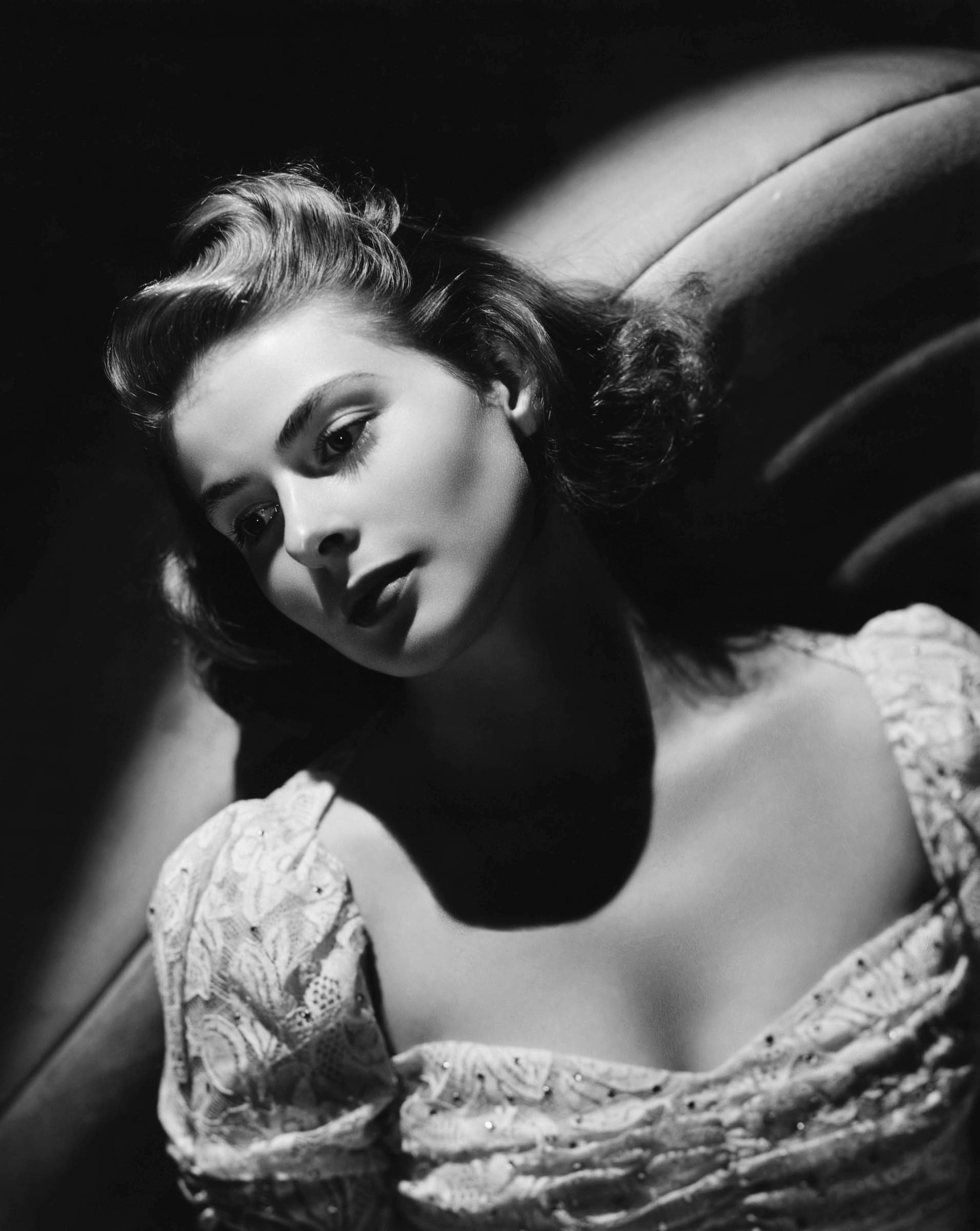
Ingrid Bergman az elsők között volt, akiket Golden Globe-díjjal jutalmaztak. Nyolc jelöléséből négyet válthatott be díjra.

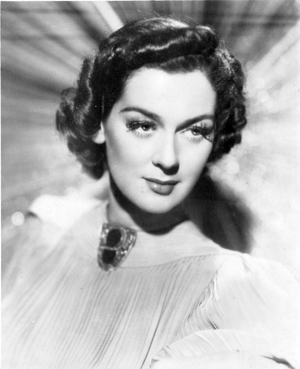
Rosalind Russellt kétszer jelölték dráma, és háromszor vígjáték kategóriában. Mind az öt Golden Globe-ot megnyerte, de Oscar-díjat nem sikerült hazavinnie.

| Év             | Színésznő           | Színésznő             | Szerep               | Magyar cím               | Eredeti cím            |
| 1943 (1. gála) |                     |                       |                      |                          |                        |
| -------------- | ------------------- | --------------------- | -------------------- | ------------------------ | ---------------------- |
| 1943 (1. gála) |                     | Jennifer Jones        | Bernadette Soubirous | Bernadette               | The Song of Bernadette |
| 1944 (2. gála) |                     |                       |                      |                          |                        |
|                | Ingrid Bergman      | Paula Alquist Anton   | Gázláng              | Gaslight                 |                        |
| 1945 (3. gála) |                     |                       |                      |                          |                        |
|                | Ingrid Bergman      | Mary Benedict nővér   | Szent Mary harangjai | The Bells of St. Mary's  |                        |
| 1946 (4. gála) |                     |                       |                      |                          |                        |
|                | Rosalind Russell    | Elizabeth Kenny nővér |                      | Sister Kenny             |                        |
| 1947 (5. gála) |                     |                       |                      |                          |                        |
|                | Rosalind Russell    | Lavinia Mannon        | Amerikai Elektra     | Mourning Becomes Electra |                        |
| 1948 (6. gála) |                     |                       |                      |                          |                        |
|                | Jane Wyman          | Belinda MacDonald     | Johnny Belinda       | Johnny Belinda           |                        |
| 1949 (7. gála) |                     |                       |                      |                          |                        |
|                | Olivia de Havilland | Catherine Sloper      | Az örökösnő          | The Heiress              |                        |
| Deborah Kerr   | Evelyn Boult        | Edward fiam           | Edward, My Son       |                          |                        |

### 1950-es évek
A jelöltek listáját hivatalosan 1957-től közlik évente.

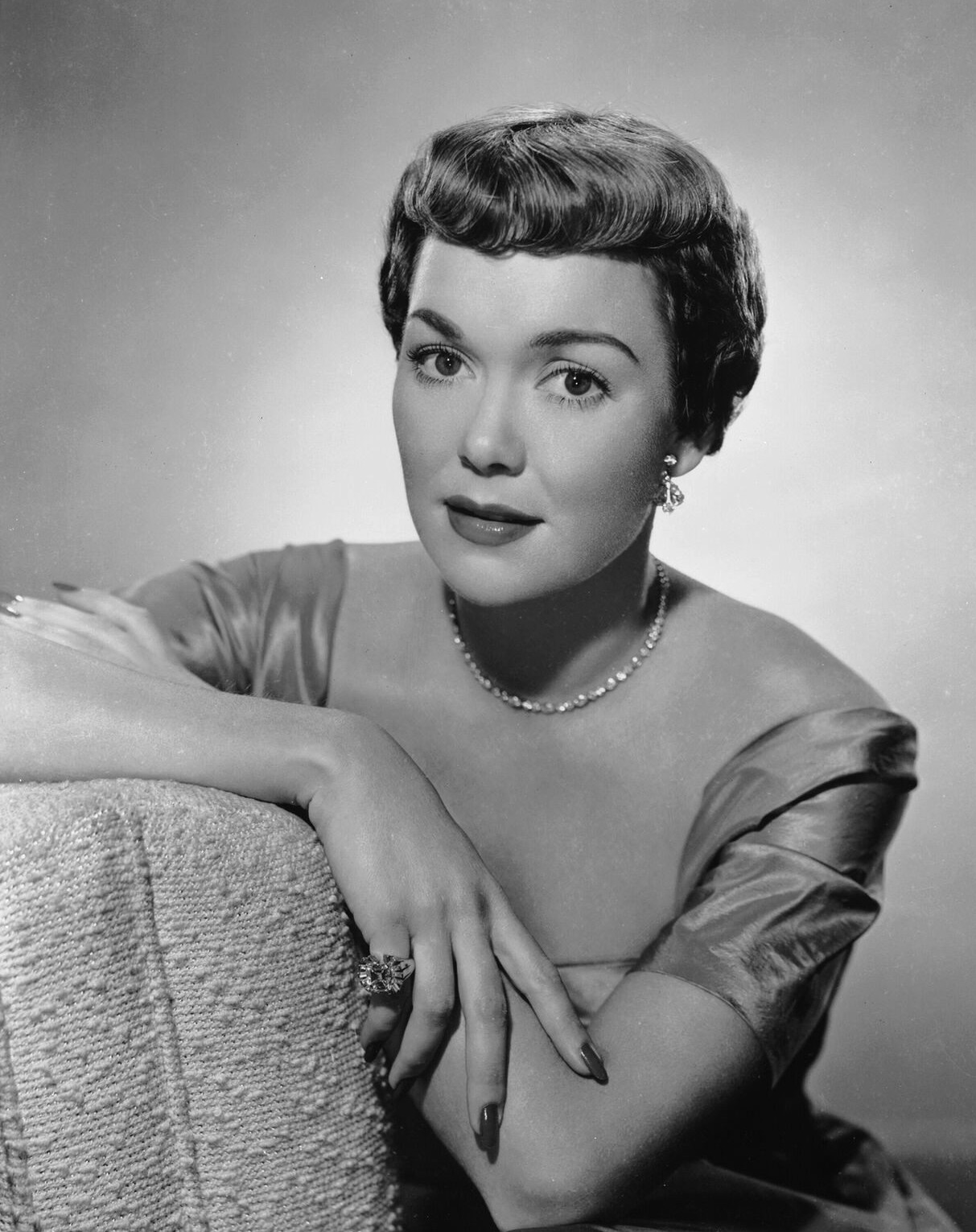
Jane Wyman háromszor kapott Golden Globe-díjat, ezek közül egyet televíziós sorozatért.

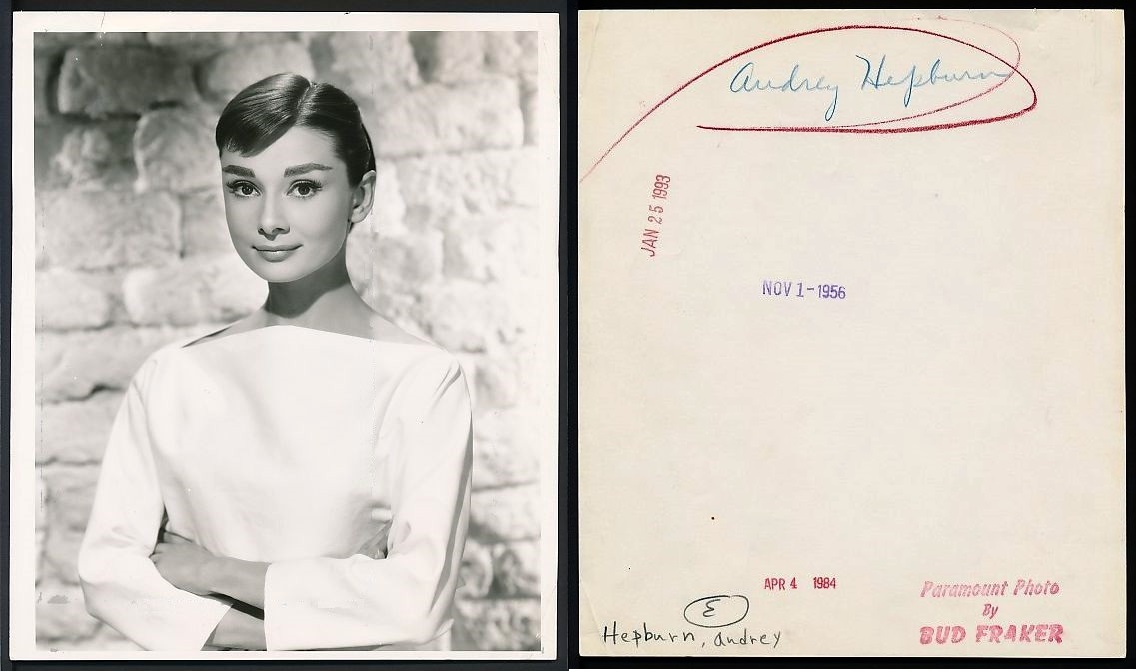
Audrey Hepburnt négyszer jelölték dráma és ötször vígjáték kategóriában, de csak 1954-ben nyert Golden Globe-díjat a Római vakáció című filmjéért. 1990-ben Cecil B. DeMille-életműdíjjal jutalmazták.

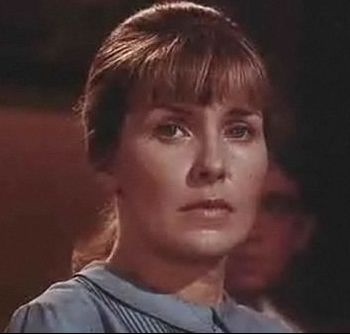
Joanne Woodwardot tízszer jelölték Golden Globe-díjra, ebből négyet televíziós kategóriában. Háromszor került ki győztesként a jelöltek közül.

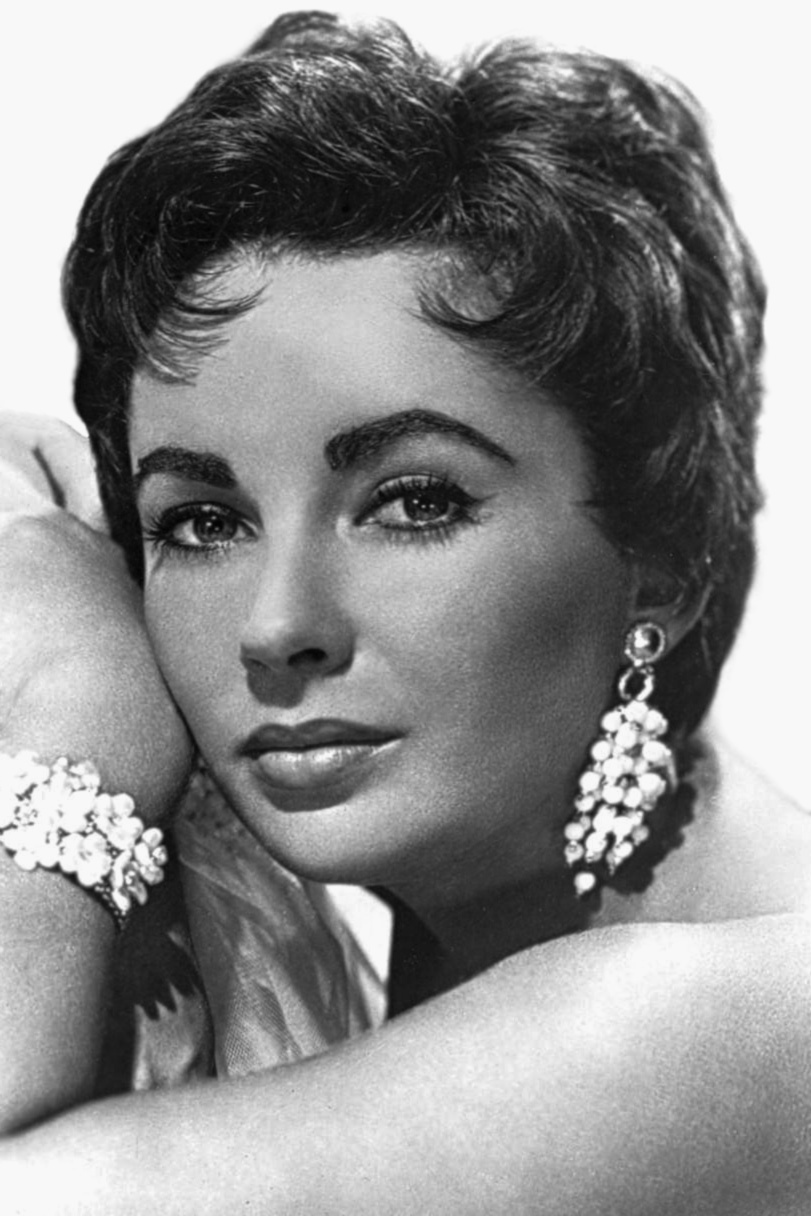
Elizabeth Taylor egyszer nyert Golden Globe-díjat. 1985-ben Cecil B. DeMille-életműdíjjal jutalmazták.

| Év                  | Színésznő                 | Színésznő                    | Szerep                         | Magyar cím              | Eredeti cím      |
| 1950 (8. gála)      |                           |                              |                                |                         |                  |
| ------------------- | ------------------------- | ---------------------------- | ------------------------------ | ----------------------- | ---------------- |
| 1950 (8. gála)      |                           | Gloria Swanson               | Norma Desmond                  | Alkony sugárút          | Sunset Boulevard |
| 1950 (8. gála)      | Bette Davis               | Margo Channing               | Mindent Éváról                 | All About Eve           |                  |
| 1950 (8. gála)      | Judy Holliday             | Billie Dawn                  | Tegnap született               | Born Yesterday          |                  |
| 1951 (9. gála)      |                           |                              |                                |                         |                  |
|                     | Jane Wyman                | LouLou Mason                 |                                | The Blue Veil           |                  |
| Vivien Leigh        | Blanche DuBois            | A vágy villamosa             | A Streetcar Named Desire       |                         |                  |
| Shelley Winters     | Alice Tripp               | Egy hely a nap alatt         | A Place in the Sun             |                         |                  |
| 1952 (10. gála)     |                           |                              |                                |                         |                  |
|                     | Shirley Booth             | Lola Delaney                 | Térj vissza, kicsi Sheba!      | Come Back, Little Sheba |                  |
| Joan Crawford       | Myra Hudson               | Hirtelen félelem             | Sudden Fear                    |                         |                  |
| Olivia de Havilland | Rachel Sangalletti Ashley |                              | My Cousin Rachel               |                         |                  |
| 1953 (11. gála)     |                           |                              |                                |                         |                  |
|                     | Audrey Hepburn            | Ann hercegnő ("Anya Smith")  | Római vakáció                  | Roman Holiday           |                  |
| 1954 (12. gála)     |                           |                              |                                |                         |                  |
|                     | Grace Kelly               | Georgie Elgin                | Vidéki lány                    | The Country Girl        |                  |
| 1955 (13. gála)     |                           |                              |                                |                         |                  |
|                     | Anna Magnani              | Serafina Delle Rose          | Tetovált rózsa                 | The Rose Tattoo         |                  |
| 1956 (14. gála)     |                           |                              |                                |                         |                  |
|                     | Ingrid Bergman            | Anna Koreff ("Anastasia")    | Anasztázia                     | Anastasia               |                  |
| Carroll Baker       | Baby Doll Meighan         | Babuci                       | Baby Doll                      |                         |                  |
| Helen Hayes         | Marija Fjodorovna cárné   | Anasztázia                   | Anastasia                      |                         |                  |
| Audrey Hepburn      | Natalja Rosztova          | Háború és béke               | War and Peace                  |                         |                  |
| Katharine Hepburn   | Lizzie Curry              | Az esőcsináló                | The Rainmaker                  |                         |                  |
| 1957 (15. gála)     |                           |                              |                                |                         |                  |
|                     | Joanne Woodward           | Eve White / Eve Black / Jane | Éva három arca                 | The Three Faces of Eve  |                  |
| Marlene Dietrich    | Christine Vole / Helm     | A vád tanúja                 | Witness for the Prosecution    |                         |                  |
| Deborah Kerr        | Angela nővér              | Tizenkét dühös ember         | Ég tudja, Mr. Allison          |                         |                  |
| Anna Magnani        | Gioia                     |                              | Wild Is the Wind               |                         |                  |
| Eva Marie Saint     | Celia Pope                |                              | A Hatful of Rain               |                         |                  |
| 1958 (16. gála)     |                           |                              |                                |                         |                  |
|                     | Susan Hayward             | Barbara Graham               | Élni akarok!                   | I Want to Live!         |                  |
| Ingrid Bergman      | Gladys Aylward            | A Hatodik Boldogság fogadója | The Inn of the Sixth Happiness |                         |                  |
| Deborah Kerr        | Sibyl Railton-Bell        | Külön asztalok               | Separate Tables                |                         |                  |
| Shirley MacLaine    | Ginny Moorehead           | Rohanva jöttek               | Some Came Running              |                         |                  |
| Jean Simmons        | Charlotte Bronn           | Sötétedés előtt              | Home Before Dark               |                         |                  |
| 1959 (17. gála)     |                           |                              |                                |                         |                  |
|                     | Elizabeth Taylor          | Catherine Holly              | Múlt nyáron, hirtelen          | Suddenly, Last Summer   |                  |
| Audrey Hepburn      | Luke nővér                | Egy apáca története          | The Nun's Story                |                         |                  |
| Katharine Hepburn   | Violet Venable            | Múlt nyáron, hirtelen        | Suddenly, Last Summer          |                         |                  |
| Lee Remick          | Laura Manion              | Egy gyilkosság anatómiája    | Anatomy of a Murder            |                         |                  |
| Simone Signoret     | Alice Aisgill             | Hely a tetőn                 | Room at the Top                |                         |                  |

### 1960-as évek

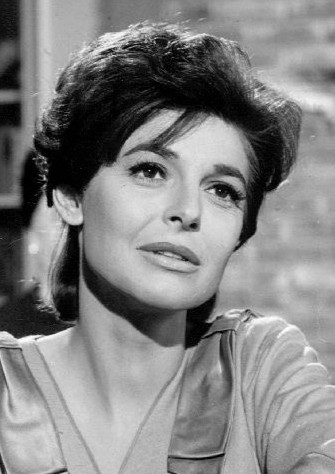
Anne Bancroft dráma és vígjáték kategóriában is nyert Golden Globe-ot. Összesen nyolcszor jelölték alakításait.

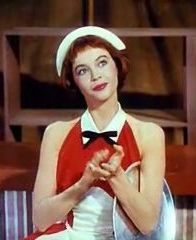
Leslie Caront háromszor jelölték Golden Globe-díjra, amelyből egyet megnyert a Kiadó szoba című filmjéért. Oscar-díjat nem sikerült nyernie.

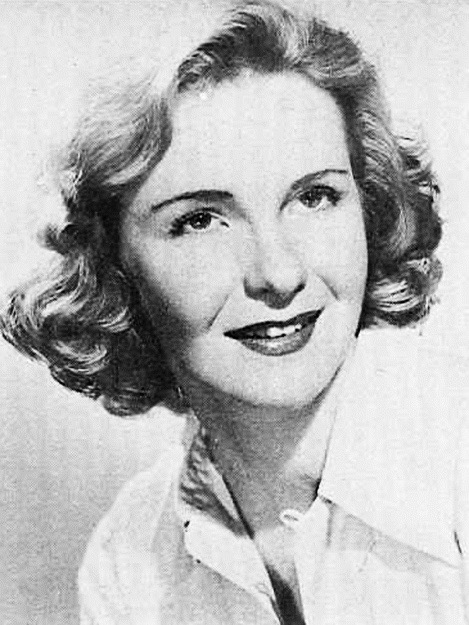
Geraldine Page egymás követő két évben nyerte meg az Arany Glóbuszt, és még hétszer jelölték a díjra.

| Év                | Színésznő               | Színésznő                       | Szerep                                | Magyar cím                | Eredeti cím           |
| 1960 (18. gála)   |                         |                                 |                                       |                           |                       |
| ----------------- | ----------------------- | ------------------------------- | ------------------------------------- | ------------------------- | --------------------- |
| 1960 (18. gála)   |                         | Greer Garson                    | Eleanor Roosevelt                     |                           | Sunrise at Campobello |
| 1960 (18. gála)   | Doris Day               | Kit Preston                     | Éjféli csipke                         | Midnight Lace             |                       |
| 1960 (18. gála)   | Nancy Kwan              | Suzie Wong                      | Suzie Wong világa                     | The World of Suzie Wong   |                       |
| 1960 (18. gála)   | Jean Simmons            | Sharon Falconer                 | Elmer Gantry                          | Elmer Gantry              |                       |
| 1960 (18. gála)   | Elizabeth Taylor        | Gloria Wandrous                 | Modern kaméliás hölgy                 | BUtterfield 8             |                       |
| 1961 (19. gála)   |                         |                                 |                                       |                           |                       |
|                   | Geraldine Page          | Alma Winemiller                 |                                       | Summer and Smoke          |                       |
| Leslie Caron      | Fanny                   | Fanny                           | Fanny                                 |                           |                       |
| Shirley MacLaine  | Martha Dobie            | A gyerekek órája                | The Children's Hour                   |                           |                       |
| Claudia McNeil    | Lena Younger            | A napfény nem eladó             | A Raisin in the Sun                   |                           |                       |
| Natalie Wood      | Deanie Loomis           | Ragyogás a fűben                | Splendor in the Grass                 |                           |                       |
| 1962 (20. gála)   |                         |                                 |                                       |                           |                       |
|                   | Geraldine Page          | Alexandra Del Lago              | Az ifjúság édes madara                | Sweet Bird of Youth       |                       |
| Anne Bancroft     | Anne Sullivan           | A csodatevő                     | The Miracle Worker                    |                           |                       |
| Bette Davis       | Jane Hudson             | Mi történt Baby Jane-nel?       | What Ever Happened to Baby Jane?      |                           |                       |
| Katharine Hepburn | Mary Tyrone             | Hosszú út az éjszakába          | Long Day's Journey into Night         |                           |                       |
| Glynis Johns      | Teresa Harnish          |                                 | The Chapman Report                    |                           |                       |
| Melina Mercouri   | Phaedra                 | Phaedra                         | Phaedra                               |                           |                       |
| Lee Remick        | Kirsten Arnesen Clay    | Míg tart a bor és friss a rózsa | Days of Wine and Roses                |                           |                       |
| Susan Strasberg   | Rosanna                 |                                 | Hemingway's Adventures of a Young Man |                           |                       |
| Shelley Winters   | Charlotte Haze-Humbert  | Lolita                          | Lolita                                |                           |                       |
| Susannah York     | Cecily Koertner         | Freud: a titkos szenvedély      | Freud: The Secret Passion             |                           |                       |
| 1963 (21. gála)   |                         |                                 |                                       |                           |                       |
|                   | Leslie Caron            | Jane Fosset                     | Kiadó szoba                           | The L-Shaped Room         |                       |
| Polly Bergen      | Lorna Medford           |                                 | The Caretakers                        |                           |                       |
| Geraldine Page    | Carrie Berniers         | Játékok a padlásszobában        | Toys in the Attic                     |                           |                       |
| Rachel Roberts    | Margaret Hammond        | Egy ember ára                   | This Sporting Life                    |                           |                       |
| Romy Schneider    | Annemarie von Hartman   | A kardinális                    | The Cardinal                          |                           |                       |
| Alida Valli       | La Italiana             |                                 | The Paper Man                         |                           |                       |
| Marina Vlady      | Regina                  | A méhkirálynő                   | The Conjugal Bed                      |                           |                       |
| Natalie Wood      | Angie Rossini           | Szerelem a megfelelő idegennel  | Love with the Proper Stranger         |                           |                       |
| 1964 (22. gála)   |                         |                                 |                                       |                           |                       |
|                   | Anne Bancroft           | Jo Armitage                     | Tökmagevő                             | The Pumpkin Eater         |                       |
| Ava Gardner       | Maxine Faulk            | Az iguána éjszakája             | The Night of the Iguana               |                           |                       |
| Rita Hayworth     | Lili Alfredo            | A cirkusz világa                | Circus World                          |                           |                       |
| Geraldine Page    | Evie Jackson            |                                 | Dear Heart                            |                           |                       |
| Jean Seberg       | Lilith Arthur           | Lilith                          | Lilith                                |                           |                       |
| 1965 (23. gála)   |                         |                                 |                                       |                           |                       |
|                   | Samantha Eggar          | Miranda Grey                    | A lepkegyűjtő                         | The Collector             |                       |
| Julie Christie    | Diana Scott             | Darling                         | Darling                               |                           |                       |
| Elizabeth Hartman | Selina D'Arcey          | Fekete-fehér                    | A Patch of Blue                       |                           |                       |
| Simone Signoret   | La Condesa              | Bolondok hajója                 | Ship of Fools                         |                           |                       |
| Maggie Smith      | Desdemona               |                                 | Othello                               |                           |                       |
| 1966 (24. gála)   |                         |                                 |                                       |                           |                       |
|                   | Anouk Aimée             | Anne Gauthier                   | Egy férfi és egy nő                   | A Man and a Woman         |                       |
| Ida Kamińska      | Rozalie Lautmann        | Üzlet a korzón                  | The Shop on Main Street               |                           |                       |
| Virginia McKenna  | Joy Adamson             | Elza, a vadon szülötte          | Born Free                             |                           |                       |
| Elizabeth Taylor  | Martha                  | Nem félünk a farkastól          | Who's Afraid of Virginia Woolf?       |                           |                       |
| Natalie Wood      | Alva Starr              | Ez a ház bontásra vár           | This Property Is Condemned            |                           |                       |
| 1967 (25. gála)   |                         |                                 |                                       |                           |                       |
|                   | Edith Evans             | Maggie Ross                     | A suttogók                            | The Whisperers            |                       |
| Faye Dunaway      | Bonnie Parker           | Bonnie és Clyde                 | Bonnie and Clyde                      |                           |                       |
| Audrey Hepburn    | Susy Hendrix            | Várj, míg sötét lesz            | Wait Until Dark                       |                           |                       |
| Katharine Hepburn | Christina Drayton       | Találd ki, ki jön vacsorára!    | Guess Who's Coming to Dinner          |                           |                       |
| Anne Heywood      | Ellen March             | A róka                          | The Fox                               |                           |                       |
| 1968 (26. gála)   |                         |                                 |                                       |                           |                       |
|                   | Joanne Woodward         | Rachel Cameron                  | Rachel, Rachel                        | Rachel, Rachel            |                       |
| Mia Farrow        | Rosemary Woodhouse      | Rosemary gyermeke               | Rosemary's Baby                       |                           |                       |
| Katharine Hepburn | Aquitániai Eleonóra     | Az oroszlán télen               | The Lion in Winter                    |                           |                       |
| Vanessa Redgrave  | Isadora Duncan          | Isadora                         | Isadora                               |                           |                       |
| Beryl Reid        | June "George" Buckridge | George nővér meggyilkolása      | The Killing of Sister George          |                           |                       |
| 1969 (27. gála)   |                         |                                 |                                       |                           |                       |
|                   | Geneviève Bujold        | Boleyn Anna                     | Anna ezer napja                       | Anne of the Thousand Days |                       |
| Jane Fonda        | Gloria Beatty           | A lovakat lelövik, ugye?        | They Shoot Horses, Don't They?        |                           |                       |
| Liza Minnelli     | Pookie Adams            | Első szerelem                   | The Sterile Cuckoo                    |                           |                       |
| Jean Simmons      | Mary Wilson             | Minden jó, ha a vége jó         | The Happy Ending                      |                           |                       |
| Maggie Smith      | Jean Brodie             | Miss Jean Brodie virágzása      | The Prime of Miss Jean Brodie         |                           |                       |

### 1970-es évek

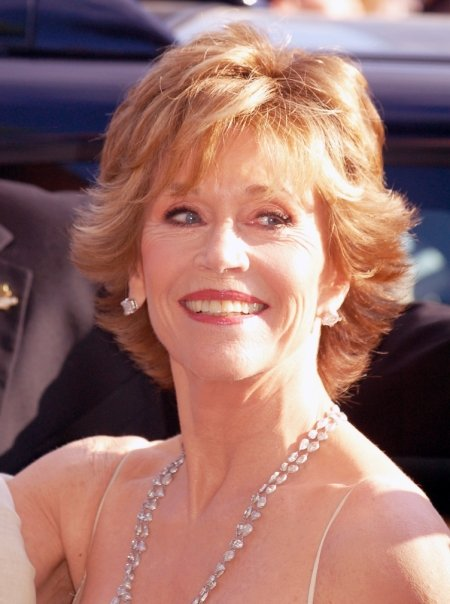
Jane Fonda három Henrietta-díj tulajdonosa. A második legtöbbet (12) jelölt színésznő.

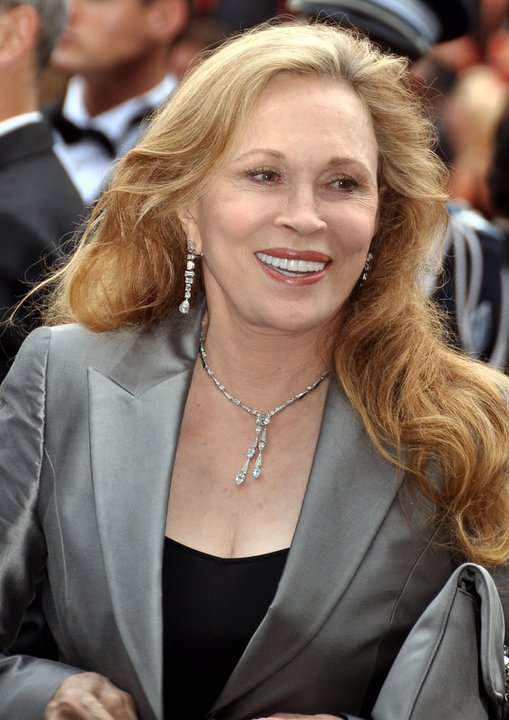
Faye Dunawayt tízszer jelölték Golden Globe-díjra, ebből hármat elnyert, egyet televíziós kategóriában.

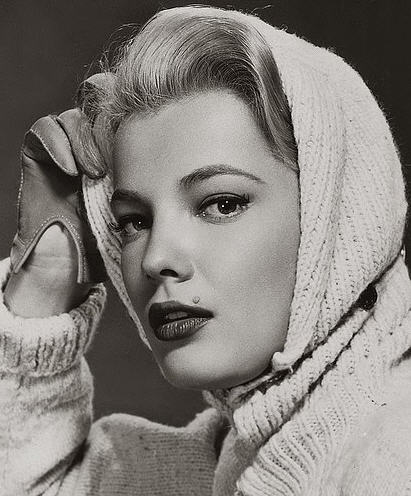
Gena Rowlands egy díjat nyert dráma és egyet televíziós kategóriában. Összesen nyolcszor jelölték Arany Glóbuszra.

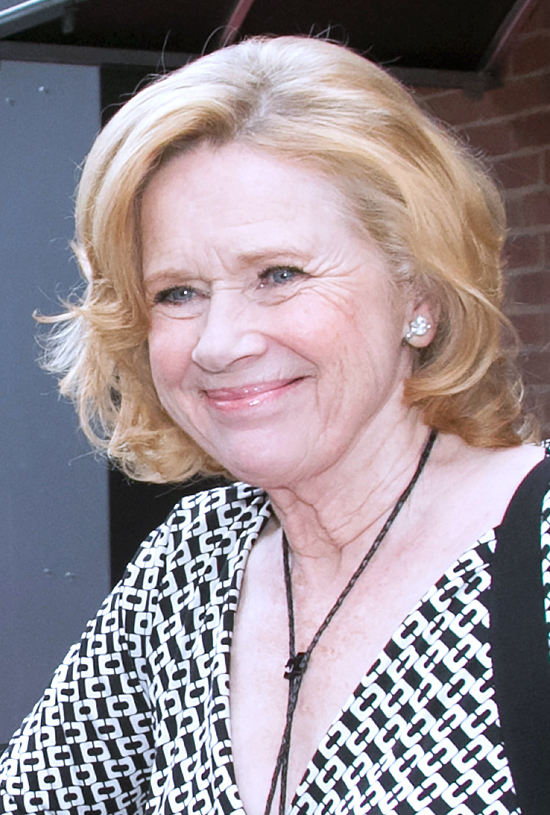
Liv Ullmann ötször szállt versenybe a Golden Globe-díjért, egy alkalommal, 1973-ban vihette haza a trófeát Az emigráns című filmjéért.

| Év               | Színésznő             | Színésznő                                 | Szerep                                                | Magyar cím                      | Eredeti cím |
| 1970 (28. gála)  |                       |                                           |                                                       |                                 |             |
| ---------------- | --------------------- | ----------------------------------------- | ----------------------------------------------------- | ------------------------------- | ----------- |
| 1970 (28. gála)  |                       | Ali MacGraw                               | Jennifer Cavalleri                                    | Love Story                      | Love Story  |
| 1970 (28. gála)  | Faye Dunaway          | Lou Andreas Sand                          |                                                       | Puzzle of a Downfall Child      |             |
| 1970 (28. gála)  | Glenda Jackson        | Gudrun Brangwen                           | Szerelmes asszonyok                                   | Women in Love                   |             |
| 1970 (28. gála)  | Melína Merkúri        | Nina Kacew                                | A hajnal ígérete                                      | Promise at Dawn                 |             |
| 1970 (28. gála)  | Sarah Miles           | Rosy Ryan                                 | Ryan lánya                                            | Ryan's Daughter                 |             |
| 1971 (29. gála)  |                       |                                           |                                                       |                                 |             |
|                  | Jane Fonda            | Bree Daniels                              | Klute                                                 | Klute                           |             |
| Glenda Jackson   | I. Erzsébet           | Mária, a skótok királynője                | Mary, Queen of Scots                                  |                                 |             |
| Vanessa Redgrave | I. Mária              | Mária, a skótok királynője                | Mary, Queen of Scots                                  |                                 |             |
| Dyan Cannon      | Julie Messinger       |                                           | Such Good Friends                                     |                                 |             |
| Jessica Walter   | Evelyn Draper         | Játszd le nekem a Mistyt!                 | Play Misty for Me                                     |                                 |             |
| 1972 (30. gála)  |                       |                                           |                                                       |                                 |             |
|                  | Liv Ullmann           | Kristina Nilsson                          | Az emigráns                                           | The Emigrants                   |             |
| Diana Ross       | Billie Holiday        | A Lady bluest énekel                      | Lady Sings the Blues                                  |                                 |             |
| Cicely Tyson     | Rebecca Morgan        | Csibész                                   | Sounder                                               |                                 |             |
| Trish Van Devere | Aimee Brower          | Az egyes magányos szám                    | One Is a Lonely Number                                |                                 |             |
| Tuesday Weld     | Maria Wyeth           |                                           | Play It as It Lays                                    |                                 |             |
| Joanne Woodward  | Beatrice Hunsdorfer   | A gamma-sugarak hatása a százszorszépekre | The Effect of Gamma Rays on Man-in-the-Moon Marigolds |                                 |             |
| 1973 (31. gála)  |                       |                                           |                                                       |                                 |             |
|                  | Marsha Mason          | Maggie Paul                               | Kimenő éjfélig                                        | Cinderella Liberty              |             |
| Ellen Burstyn    | Chris MacNeil         | Az ördögűző                               | The Exorcist                                          |                                 |             |
| Barbra Streisand | Kate Morosky          | Ilyenek voltunk                           | The Way We Were                                       |                                 |             |
| Elizabeth Taylor | Barbara Sawyer        |                                           | Ash Wednesday                                         |                                 |             |
| Joanne Woodward  | Rita Walden           |                                           | Summer Wishes, Winter Dreams                          |                                 |             |
| 1974 (32. gála)  |                       |                                           |                                                       |                                 |             |
|                  | Gena Rowlands         | Mabel Longhetti                           | Egy hatás alatt álló nő                               | A Woman Under the Influence     |             |
| Ellen Burstyn    | Alice Hyatt           | Alice már nem lakik itt                   | Alice Doesn't Live Here Anymore                       |                                 |             |
| Faye Dunaway     | Evelyn Cross Mulwray  | Kínai negyed                              | Chinatown                                             |                                 |             |
| Valerie Perrine  | Honey Bruce           | Lenny                                     | Lenny                                                 |                                 |             |
| Liv Ullmann      | Marianne              | Jelenetek egy házasságból                 | Scener ur ett äktenskap                               |                                 |             |
| 1975 (33. gála)  |                       |                                           |                                                       |                                 |             |
|                  | Louise Fletcher       | Ratched nővér                             | Száll a kakukk fészkére                               | One Flew Over the Cuckoo's Nest |             |
| Karen Black      | Faye Greener          | A sáska napja                             | The Day of the Locust                                 |                                 |             |
| Faye Dunaway     | Kathy Hale            | A Keselyű három napja                     | Three Days of the Condor                              |                                 |             |
| Marilyn Hassett  | Jill Kinmont Boothe   |                                           | The Other Side of the Mountain                        |                                 |             |
| Glenda Jackson   | Hedda Gabler          | Hedda                                     | Hedda                                                 |                                 |             |
| 1976 (34. gála)  |                       |                                           |                                                       |                                 |             |
|                  | Faye Dunaway          | Diana Christensen                         | Hálózat                                               | Network                         |             |
| Glenda Jackson   | Sarah Bernhardt       |                                           | The Incredible Sarah                                  |                                 |             |
| Sarah Miles      | Anne Osbourne         |                                           | The Sailor Who Fell from Grace with the Sea           |                                 |             |
| Talia Shire      | Adrian Pennino        | Rocky                                     | Rocky                                                 |                                 |             |
| Liv Ullmann      | Dr. Jenny Isaksson    | Színről színre                            | Ansikte mot ansikte                                   |                                 |             |
| 1977 (35. gála)  |                       |                                           |                                                       |                                 |             |
|                  | Jane Fonda            | Lillian Hellman                           | Júlia                                                 | Julia                           |             |
| Anne Bancroft    | Emma Jacklin          | Fordulópont                               | The Turning Point                                     |                                 |             |
| Diane Keaton     | Theresa Dunn          | Nappalok és éjszakák                      | Looking for Mr. Goodbar                               |                                 |             |
| Kathleen Quinlan | Deborah Blake         | Nem ígértem neked rózsakertet             | I Never Promised You a Rose Garden                    |                                 |             |
| Gena Rowlands    | Myrtle Gordon         | Premier                                   | Opening Night                                         |                                 |             |
| 1978 (36. gála)  |                       |                                           |                                                       |                                 |             |
|                  | Jane Fonda            | Sally Hyde                                | Hazatérés                                             | Coming Home                     |             |
| Ingrid Bergman   | Charlotte Andergast   | Őszi szonáta                              | Höstsonaten                                           |                                 |             |
| Jill Clayburgh   | Erica Benton          | Asszony férj nélkül                       | An Unmarried Woman                                    |                                 |             |
| Glenda Jackson   | Stevie Smith          |                                           | Stevie                                                |                                 |             |
| Geraldine Page   | Eve                   | Vívódások                                 | Interiors                                             |                                 |             |
| 1979 (37. gála)  |                       |                                           |                                                       |                                 |             |
|                  | Sally Field           | Norma Rae Webster                         | Norma Rae                                             | Norma Rae                       |             |
| Jill Clayburgh   | Caterina Silveri      | A hold                                    | La Luna                                               |                                 |             |
| Lisa Eichhorn    | Jean Moreton          | Jenkik                                    | Yanks                                                 |                                 |             |
| Jane Fonda       | Kimberly Wells        | Kína-szindróma                            | The China Syndrome                                    |                                 |             |
| Marsha Mason     | Dr. Alexandra Kendall |                                           | Promises in the Dark                                  |                                 |             |

### 1980-as évek

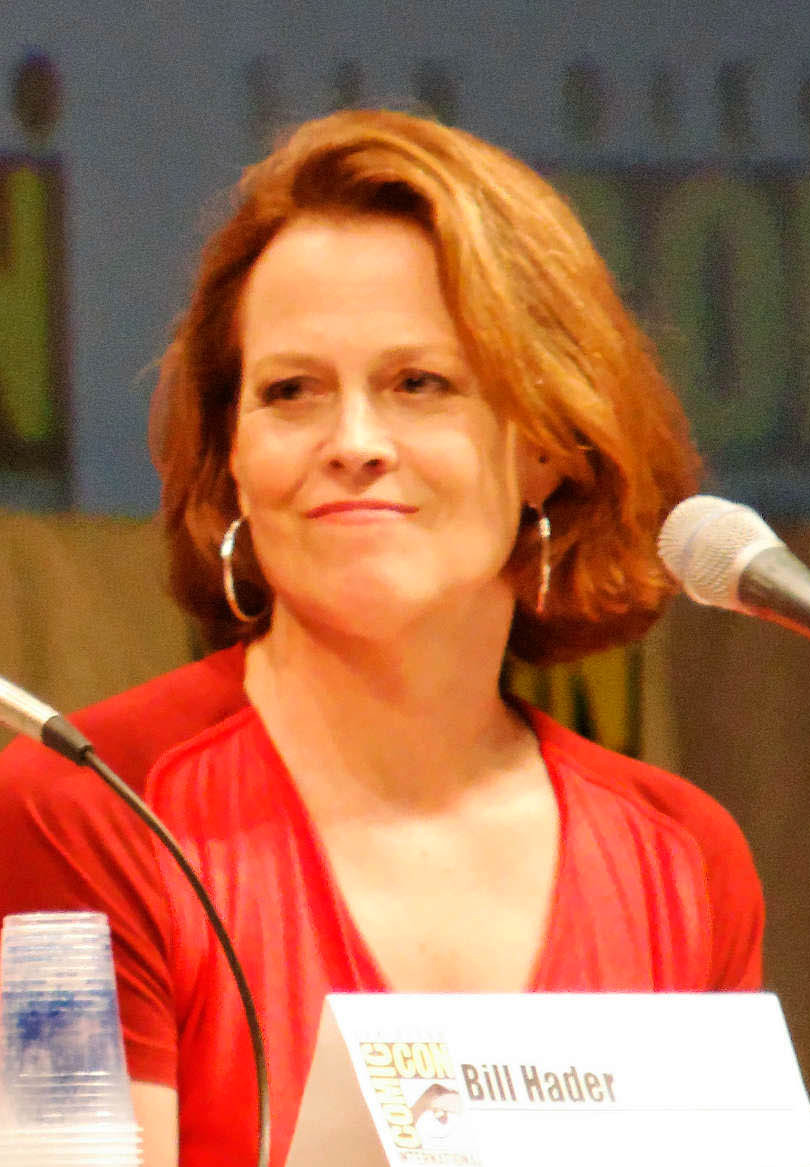
Sigourney Weavert ötször jelölték Golden Globe-ra. Két díjat nyert 1989-ben: egyet főszereplő, egyet mellékszereplő kategóriában.

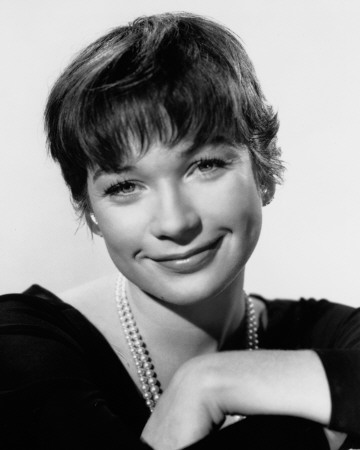
Shirley MacLaine öt Arany Glóbuszt nyert, kettőt dráma, hármat vígjáték kategóriában. 1998-ban Cecil B. DeMille-életműdíjat kapott.

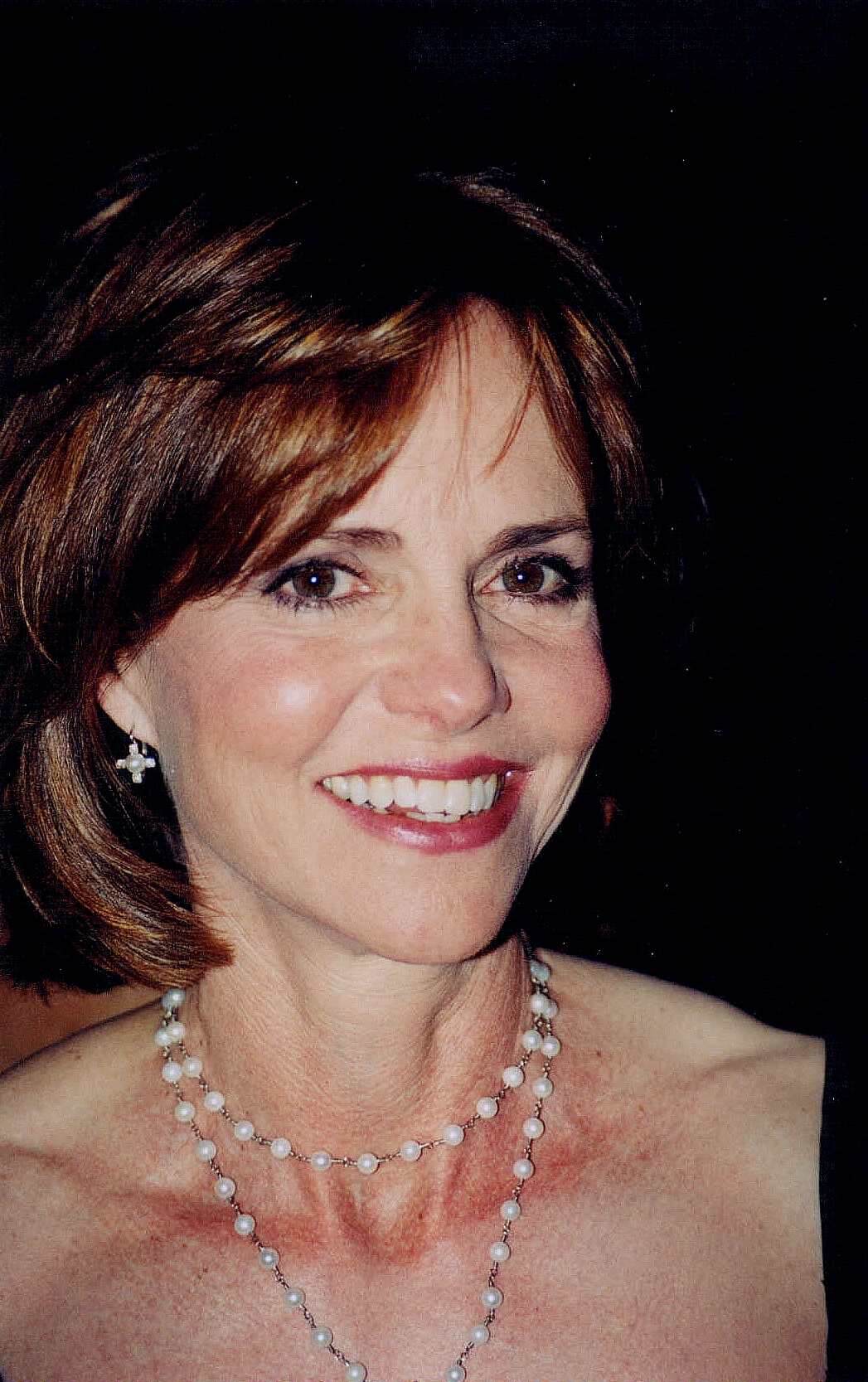
Sally Fieldet pályafutása során tizenegyszer jelölték a Golden Globe-ra. Két trófeát nyert dráma kategóriában.

| Év                | Színésznő               | Színésznő                     | Szerep                       | Magyar cím                    | Eredeti cím     |
| 1980 (38. gála)   |                         |                               |                              |                               |                 |
| ----------------- | ----------------------- | ----------------------------- | ---------------------------- | ----------------------------- | --------------- |
| 1980 (38. gála)   |                         | Mary Tyler Moore              | Beth Jarrett                 | Átlagemberek                  | Ordinary People |
| 1980 (38. gála)   | Ellen Burstyn           | Edna Mae McCauley             | Feltámadás                   | Resurrection                  |                 |
| 1980 (38. gála)   | Nastassja Kinski        | Tess Durbeyfield              | Egy tiszta nő                | Tess                          |                 |
| 1980 (38. gála)   | Deborah Raffin          | Lena Canada                   |                              | Touched by Love               |                 |
| 1980 (38. gála)   | Gena Rowlands           | Gloria Swenson                | Glória                       | Gloria                        |                 |
| 1981 (39. gála)   |                         |                               |                              |                               |                 |
|                   | Meryl Streep            | Sarah Woodruff / Anna         | A francia hadnagy szeretője  | The French Lieutenant's Woman |                 |
| Sally Field       | Megan Carter            | A szenzáció áldozata          | Absence of Malice            |                               |                 |
| Katharine Hepburn | Ethel Thayer            | Az aranytó                    | On Golden Pond               |                               |                 |
| Diane Keaton      | Louise Bryant           | Vörösök                       | Reds                         |                               |                 |
| Sissy Spacek      | Nita Longley            | Az utolsó telefonhívás        | Raggedy Man                  |                               |                 |
| 1982 (40. gála)   |                         |                               |                              |                               |                 |
|                   | Meryl Streep            | Sophie Zawistowski            | Sophie választása            | Sophie's Choice               |                 |
| Diane Keaton      | Faith Dunlap            | Válás előtt                   | Shoot the Moon               |                               |                 |
| Jessica Lange     | Frances Farmer          | Frances                       | Frances                      |                               |                 |
| Sissy Spacek      | Beth Horman             | Eltűntnek nyilvánítva         | Missing                      |                               |                 |
| Debra Winger      | Paula Pokrifki          | Garni-zóna                    | An Officer and a Gentleman   |                               |                 |
| 1983 (41. gála)   |                         |                               |                              |                               |                 |
|                   | Shirley MacLaine        | Aurora Greenway               | Becéző szavak                | Terms of Endearment           |                 |
| Jane Alexander    | Carol Amen              | Testamentum                   | Testament                    |                               |                 |
| Bonnie Bedelia    | Shirley Roque           | Nő a volánnál                 | Heart Like a Wheel           |                               |                 |
| Meryl Streep      | Karen Silkwood          | Silkwood                      | Silkwood                     |                               |                 |
| Debra Winger      | Emma Greenway-Horton    | Becéző szavak                 | Terms of Endearment          |                               |                 |
| 1984 (42. gála)   |                         |                               |                              |                               |                 |
|                   | Sally Field             | Edna Spalding                 | Hely a szívemben             | Places in the Heart           |                 |
| Diane Keaton      | Kate Soffel             | Mrs. Soffel – Börtönszerelem  | Mrs. Soffel                  |                               |                 |
| Jessica Lange     | Jewell Ivy              | Farmerek között               | Country                      |                               |                 |
| Vanessa Redgrave  | Olive Chancellor        | A bostoniak                   | The Bostonians               |                               |                 |
| Sissy Spacek      | Mae Garvey              | A folyó                       | The River                    |                               |                 |
| 1985 (43. gála)   |                         |                               |                              |                               |                 |
|                   | Whoopi Goldberg         | Celie Johnson                 | Bíborszín                    | The Color Purple              |                 |
| Anne Bancroft     | Miriam Ruth             | Ágnes, az Isten báránya       | Agnes of God                 |                               |                 |
| Cher              | Florence "Rusty" Dennis | Maszk                         | Mask                         |                               |                 |
| Geraldine Page    | Carrie Watts            | Út az ismeretlenbe            | The Trip to Bountiful        |                               |                 |
| Meryl Streep      | Karen Blixen            | Távol Afrikától               | Out of Africa                |                               |                 |
| 1986 (44. gála)   |                         |                               |                              |                               |                 |
|                   | Marlee Matlin           | Sarah Norman                  | Egy kisebb isten gyermekei   | Children of a Lesser God      |                 |
| Julie Andrews     | Stephanie Anderson      | Egyszemélyes duett            | Duet for One                 |                               |                 |
| Anne Bancroft     | Thelma Cates            | Jóccakát, anya…               | ’night, Mother               |                               |                 |
| Farrah Fawcett    | Marjorie                | Elszabadult indulatok         | Extremities                  |                               |                 |
| Sigourney Weaver  | Ellen Ripley            | A bolygó neve: Halál          | Aliens                       |                               |                 |
| 1987 (45. gála)   |                         |                               |                              |                               |                 |
|                   | Sally Kirkland          | Anna                          | Anna                         | Anna                          |                 |
| Rachel Chagall    | Gabriela "Gaby" Brimmer | Gaby – Egy csodálatos élet    | Gaby: A True Story           |                               |                 |
| Glenn Close       | Alex Forrest            | Végzetes vonzerő              | Fatal Attraction             |                               |                 |
| Faye Dunaway      | Wanda Wilcox            | Törzsvendég                   | Barfly                       |                               |                 |
| Barbra Streisand  | Claudia Draper          | Call girl ötszázért           | Nuts                         |                               |                 |
| 1988 (46. gála)   |                         |                               |                              |                               |                 |
| Jodie Foster      | Jodie Foster            | A vádlottak                   | Sarah Tobias                 | The Accused                   |                 |
| Shirley MacLaine  | Shirley MacLaine        | Madame Sousatzka              |                              | Madame Sousatzka              |                 |
| Sigourney Weaver  | Sigourney Weaver        | Dian Fossey                   | Gorillák a ködben            | Gorillas in the Mist          |                 |
| Christine Lahti   | Christine Lahti         | Annie Pope / Cynthia Manfield | Üresjárat                    | Running on Empty              |                 |
| Meryl Streep      | Meryl Streep            | Lindy Chamberlain-Creighton   | Sikoly a sötétben            | Evil Angels                   |                 |
| 1989 (47. gála)   |                         |                               |                              |                               |                 |
|                   | Michelle Pfeiffer       | Susie Diamond                 | Azok a csodálatos Baker fiúk | The Fabulous Baker Boys       |                 |
| Sally Field       | M'Lynn Eatenton         | Acélmagnóliák                 | Steel Magnolias              |                               |                 |
| Jessica Lange     | Ann Talbot              | Music Box                     | Music Box                    |                               |                 |
| Andie MacDowell   | Ann Bishop Mullany      | Szex, hazugság, videó         | Sex, Lies, and Videotape     |                               |                 |
| Liv Ullmann       | Gabriele                | A rózsakert                   | The Rose Garden              |                               |                 |

### 1990-es évek
| Év                   | Színésznő                 | Színésznő                    | Szerep                             | Magyar cím               | Eredeti cím |
| 1990 (48. gála)      |                           |                              |                                    |                          |             |
| -------------------- | ------------------------- | ---------------------------- | ---------------------------------- | ------------------------ | ----------- |
| 1990 (48. gála)      |                           | Kathy Bates                  | Annie Wilkes                       | Tortúra                  | Misery      |
| 1990 (48. gála)      | Anjelica Huston           | Lilly Dillon                 | Svindlerek                         | The Grifters             |             |
| 1990 (48. gála)      | Michelle Pfeiffer         | Katya Orlova                 | Oroszország-ház                    | The Russia House         |             |
| 1990 (48. gála)      | Susan Sarandon            | Nora Baker                   | A gyönyör rabjai                   | White Palace             |             |
| 1990 (48. gála)      | Joanne Woodward           | India Bridge                 | Mr. és Mrs. Bridge                 | Mr. & Mrs. Bridge        |             |
| 1991 (49. gála)      |                           |                              |                                    |                          |             |
|                      | Jodie Foster              | Clarice Starling             | A bárányok hallgatnak              | The Silence of the Lambs |             |
| Annette Bening       | Virginia Hill             | Bugsy                        | Bugsy                              |                          |             |
| Geena Davis          | Thelma Dickinson          | Thelma és Louise             | Thelma & Louise                    |                          |             |
| Susan Sarandon       | Louise Sawyer             | Thelma és Louise             | Thelma & Louise                    |                          |             |
| Laura Dern           | Rose                      | Rózsa és tövis               | Rambling Rose                      |                          |             |
| 1992 (50. gála)      |                           |                              |                                    |                          |             |
|                      | Emma Thompson             | Margaret Schlegel            | Szellem a házban                   | Howards End              |             |
| Mary McDonnell       | May-Alice Culhane         | Szerelem-hal                 | Passion Fish                       |                          |             |
| Michelle Pfeiffer    | Lurene Hallett            | A szeretet földje            | Love Field                         |                          |             |
| Susan Sarandon       | Michaela Odone            | Lorenzo olaja                | Lorenzo's Oil                      |                          |             |
| Sharon Stone         | Catherine Tramell         | Elemi ösztön                 | Basic Instinct                     |                          |             |
| 1993 (51. gála)      |                           |                              |                                    |                          |             |
|                      | Holly Hunter              | Ada McGrath                  | Zongoralecke                       | The Piano                |             |
| Juliette Binoche     | Julie de Courcy           | Három szín: kék              | Three Colours: Blue                |                          |             |
| Michelle Pfeiffer    | Ellen Olenska             | Az ártatlanság kora          | The Age of Innocence               |                          |             |
| Emma Thompson        | Sally Kenton              | Napok romjai                 | The Remains of the Day             |                          |             |
| Debra Winger         | Martha Horgan             | Veszélyes nő                 | A Dangerous Woman                  |                          |             |
| 1994 (52. gála)      |                           |                              |                                    |                          |             |
|                      | Jessica Lange             | Carly Marshall               | Kék ég                             | Blue Sky                 |             |
| Jodie Foster         | Nell Kellty               | Nell, a remetelány           | Nell                               |                          |             |
| Jennifer Jason Leigh | Dorothy Parker            | Mrs. Parker és az ördögi kör | Mrs. Parker and the Vicious Circle |                          |             |
| Miranda Richardson   | Vivienne Haigh-Wood Eliot | Tom és Viv                   | Tom & Viv                          |                          |             |
| Meryl Streep         | Gail Hartman              | Veszélyes vizeken            | The River Wild                     |                          |             |
| 1995 (53. gála)      |                           |                              |                                    |                          |             |
|                      | Sharon Stone              | Ginger McKenna               | Casino                             | Casino                   |             |
| Susan Sarandon       | Helen Prejean nővér       | Ments meg, Uram!             | Dead Man Walking                   |                          |             |
| Elisabeth Shue       | Sera                      | Las Vegas, végállomás        | Leaving Las Vegas                  |                          |             |
| Meryl Streep         | Francesca Johnson         | A szív hídjai                | The Bridges of Madison County      |                          |             |
| Emma Thompson        | Elinor Dashwood           | Értelem és érzelem           | Sense and Sensibility              |                          |             |
| 1996 (54. gála)      |                           |                              |                                    |                          |             |
|                      | Brenda Blethyn            | Cynthia Rose Purley          | Titkok és hazugságok               | Secrets & Lies           |             |
| Courtney Love        | Althea Leasure            | Larry Flynt, a provokátor    | The People vs. Larry Flynt         |                          |             |
| Kristin Scott Thomas | Katharine Clifton         | Az angol beteg               | The English Patient                |                          |             |
| Meryl Streep         | Lee Wakefield Lacker      | Marvin szobája               | Marvin's Room                      |                          |             |
| Emily Watson         | Bess McNeill              | Hullámtörés                  | Breaking the Waves                 |                          |             |
| 1997 (55. gála)      |                           |                              |                                    |                          |             |
|                      | Judi Dench                | Viktória királynő            | Botrány a birodalomban             | Mrs Brown                |             |
| Helena Bonham Carter | Kate Croy                 | A galamb szárnyai            | The Wings of the Dove              |                          |             |
| Jodie Foster         | Eleanor Arroway           | Kapcsolat                    | Contact                            |                          |             |
| Jessica Lange        | Ginny Cook Smith          | Ezer hold                    | A Thousand Acres                   |                          |             |
| Kate Winslet         | Rose DeWitt Bukater       | Titanic                      | Titanic                            |                          |             |
| 1998 (56. gála)      |                           |                              |                                    |                          |             |
|                      | Cate Blanchett            | I. Erzsébet királynő         | Elizabeth                          | Elizabeth                |             |
| Fernanda Montenegro  | Isadora "Dora" Teixeira   | Központi pályaudvar          | Central Station                    |                          |             |
| Susan Sarandon       | Jackie Harrison           | Édesek és mostohák           | Stepmom                            |                          |             |
| Meryl Streep         | Kate Gulden               | Életem értelme               | One True Thing                     |                          |             |
| Emily Watson         | Jacqueline du Pré         | Hilary és Jackie             | Hilary and Jackie                  |                          |             |
| 1999 (57. gála)      |                           |                              |                                    |                          |             |
|                      | Hilary Swank              | Brandon Teena                | A fiúk nem sírnak                  | Boys Don't Cry           |             |
| Annette Bening       | Carolyn Burnham           | Amerikai szépség             | American Beauty                    |                          |             |
| Julianne Moore       | Sarah Myles               | Egy kapcsolat vége           | The End of the Affair              |                          |             |
| Meryl Streep         | Roberta Guaspari          | A szív dallama               | Music of the Heart                 |                          |             |
| Sigourney Weaver     | Alice Goodwin             | Világtérkép                  | A Map of the World                 |                          |             |

### 2000-es évek
| Év                   | Színésznő                     | Színésznő                            | Szerep                     | Magyar cím                        | Eredeti cím     |
| 2000 (58. gála)      |                               |                                      |                            |                                   |                 |
| -------------------- | ----------------------------- | ------------------------------------ | -------------------------- | --------------------------------- | --------------- |
| 2000 (58. gála)      |                               | Julia Roberts                        | Erin Brockovich            | Erin Brockovich – Zűrös természet | Erin Brockovich |
| 2000 (58. gála)      | Joan Allen                    | Laine Hanson                         | A manipulátor              | The Contender                     |                 |
| 2000 (58. gála)      | Björk                         | Selma Ježková                        | Táncos a sötétben          | Dancer in the Dark                |                 |
| 2000 (58. gála)      | Ellen Burstyn                 | Sara Goldfarb                        | Rekviem egy álomért        | Requiem for a Dream               |                 |
| 2000 (58. gála)      | Laura Linney                  | Samantha "Sammy" Prescott            | Számíthatsz rám            | You Can Count on Me               |                 |
| 2001 (59. gála)      |                               |                                      |                            |                                   |                 |
|                      | Sissy Spacek                  | Ruth Fowler                          | A hálószobában             | In the Bedroom                    |                 |
| Halle Berry          | Leticia Musgrove              | Szörnyek keringője                   | Monster's Ball             |                                   |                 |
| Judi Dench           | Iris Murdoch                  | Iris – Egy csodálatos női elme       | Iris                       |                                   |                 |
| Nicole Kidman        | Grace Stewart                 | Más világ                            | The Others                 |                                   |                 |
| Tilda Swinton        | Margaret Hall                 | Mélyvíz                              | The Deep End               |                                   |                 |
| 2002 (60. gála)      |                               |                                      |                            |                                   |                 |
|                      | Nicole Kidman                 | Virginia Woolf                       | Az órák                    | The Hours                         |                 |
| Salma Hayek          | Frida Kahlo                   | Frida                                | Frida                      |                                   |                 |
| Diane Lane           | Connie Summer                 | A hűtlen                             | Unfaithful                 |                                   |                 |
| Julianne Moore       | Cathy Whitaker                | Távol a mennyországtól               | Far from Heaven            |                                   |                 |
| Meryl Streep         | Clarissa Vaughan              | Az órák                              | The Hours                  |                                   |                 |
| 2003 (61. gála)      |                               |                                      |                            |                                   |                 |
|                      | Charlize Theron               | Aileen Wuornos                       | A rém                      | Monster                           |                 |
| Cate Blanchett       | Veronica Guerin               | Lapzárta – Veronica Guerin története | Veronica Guerin            |                                   |                 |
| Scarlett Johansson   | Griet Huller                  | Leány gyöngy fülbevalóval            | Girl with a Pearl Earring  |                                   |                 |
| Nicole Kidman        | Ada Monroe                    | Hideghegy                            | Cold Mountain              |                                   |                 |
| Uma Thurman          | Beatrix Kiddo                 | Kill Bill 1.                         | Kill Bill: Volume 1        |                                   |                 |
| Evan Rachel Wood     | Tracy Freeland                | Tizenhárom                           | Thirteen                   |                                   |                 |
| 2004 (62. gála)      |                               |                                      |                            |                                   |                 |
|                      | Hilary Swank                  | Maggie Fitzgerald                    | Millió dolláros bébi       | Million Dollar Baby               |                 |
| Scarlett Johansson   | Pursy Will                    | Bobby Long                           | A Love Song for Bobby Long |                                   |                 |
| Nicole Kidman        | Anna Wicker                   | Születés                             | Birth                      |                                   |                 |
| Imelda Staunton      | Vera Drake                    | Vera Drake                           | Vera Drake                 |                                   |                 |
| Uma Thurman          | Beatrix Kiddo                 | Kill Bill 2.                         | Kill Bill: Volume 2        |                                   |                 |
| 2005 (63. gála)      |                               |                                      |                            |                                   |                 |
|                      | Felicity Huffman              | Bree Osbourne                        | Transamerica               | Transamerica                      |                 |
| Maria Bello          | Edie Stall                    | Erőszakos múlt                       | A History of Violence      |                                   |                 |
| Csang Ce-ji          | Sayuri Nitta / Chiyo Sakamoto | Egy gésa emlékiratai                 | Memoirs of a Geisha        |                                   |                 |
| Gwyneth Paltrow      | Catherine Posey               | Bizonyítás                           | Proof                      |                                   |                 |
| Charlize Theron      | Josey Aimes                   | Kőkemény Minnesota                   | North Country              |                                   |                 |
| 2006 (64. gála)      |                               |                                      |                            |                                   |                 |
|                      | Helen Mirren                  | II. Erzsébet királynő                | A királynő                 | The Queen                         |                 |
| Penélope Cruz        | Raimunda                      | Volver                               | Volver                     |                                   |                 |
| Judi Dench           | Barbara Covett                | Egy botrány részletei                | Notes on a Scandal         |                                   |                 |
| Maggie Gyllenhaal    | Sherry Swanson                | SherryBaby                           | Sherrybaby                 |                                   |                 |
| Kate Winslet         | Sarah Pierce                  | Apró titkok                          | Little Children            |                                   |                 |
| 2007 (65. gála)      |                               |                                      |                            |                                   |                 |
|                      | Julie Christie                | Fiona Anderson                       | Egyre távolabb             | Away from Her                     |                 |
| Cate Blanchett       | I. Erzsébet királynő          | Elizabeth: Az aranykor               | Elizabeth: The Golden Age  |                                   |                 |
| Jodie Foster         | Erica Bain                    | A másik én                           | The Brave One              |                                   |                 |
| Angelina Jolie       | Mariane Pearl                 | Hatalmas szív                        | A Mighty Heart             |                                   |                 |
| Keira Knightley      | Cecilia Tallis                | Vágy és vezeklés                     | Atonement                  |                                   |                 |
| 2008 (66. gála)      |                               |                                      |                            |                                   |                 |
|                      | Kate Winslet                  | April Wheeler                        | A szabadság útjai          | Revolutionary Road                |                 |
| Anne Hathaway        | Kym Bachman                   | Rachel esküvője                      | Rachel Getting Married     |                                   |                 |
| Angelina Jolie       | Christine Collins             | Elcserélt életek                     | Changeling                 |                                   |                 |
| Kristin Scott Thomas | Juliette Fontaine             | Oly sokáig szerettelek               | I've Loved You So Long     |                                   |                 |
| Meryl Streep         | Aloysius Beauvier nővér       | Kétely                               | Doubt                      |                                   |                 |
| 2009 (67. gála)      |                               |                                      |                            |                                   |                 |
|                      | Sandra Bullock                | Leigh Anne Tuohy                     | A szív bajnokai            | The Blind Side                    |                 |
| Emily Blunt          | Viktória királynő             | Az ifjú Viktória királynő            | The Young Victoria         |                                   |                 |
| Helen Mirren         | Szofja Tolsztaja              | Aztán mindennek vége                 | The Last Station           |                                   |                 |
| Carey Mulligan       | Jenny Mellor                  | Egy lányról                          | An Education               |                                   |                 |
| Gabourey Sidibe      | Claireece "Precious" Jones    | Precious – A boldogság ára           | Precious                   |                                   |                 |

### 2010-es évek
| Év                 | Színésznő            | Színésznő                       | Szerep                                | Magyar cím                                | Eredeti cím |
| 2010 (68. gála)    |                      |                                 |                                       |                                           |             |
| ------------------ | -------------------- | ------------------------------- | ------------------------------------- | ----------------------------------------- | ----------- |
| 2010 (68. gála)    |                      | Natalie Portman                 | Nina Sayers                           | Fekete hattyú                             | Black Swan  |
| 2010 (68. gála)    | Halle Berry          | Frankie / Genius / Alice        | Frankie és Alice                      | Frankie & Alice                           |             |
| 2010 (68. gála)    | Nicole Kidman        | Becca Corbett                   | Engedd el!                            | Rabbit Hole                               |             |
| 2010 (68. gála)    | Jennifer Lawrence    | Ree Dolly                       | Winter’s Bone – A hallgatás törvénye  | Winter's Bone                             |             |
| 2010 (68. gála)    | Michelle Williams    | Cindy Hiller                    | Blue Valentine                        | Blue Valentine                            |             |
| 2011 (69. gála)    |                      |                                 |                                       |                                           |             |
|                    | Meryl Streep         | Margaret Thatcher               | A Vaslady                             | The Iron Lady                             |             |
| Glenn Close        | Albert Nobbs         | Albert Nobbs                    | Albert Nobbs                          |                                           |             |
| Viola Davis        | Aibileen Clark       | A segítség                      | The Help                              |                                           |             |
| Rooney Mara        | Lisbeth Salander     | A tetovált lány                 | The Girl with the Dragon Tattoo       |                                           |             |
| Tilda Swinton      | Eva Khatchadourian   | Beszélnünk kell Kevinről        | We Need to Talk About Kevin           |                                           |             |
| 2012 (70. gála)    |                      |                                 |                                       |                                           |             |
|                    | Jessica Chastain     | Maya Harris                     | Zero Dark Thirty – A Bin Láden hajsza | Zero Dark Thirty                          |             |
| Marion Cotillard   | Stéphanie            | Rozsda és csont                 | Rust and Bone                         |                                           |             |
| Helen Mirren       | Alma Reville         | Hitchcock                       | Hitchcock                             |                                           |             |
| Naomi Watts        | Maria Bennett        | A lehetetlen                    | The Impossible                        |                                           |             |
| Rachel Weisz       | Hester Collyer       | Örvény                          | The Deep Blue Sea                     |                                           |             |
| 2013 (71. gála)    |                      |                                 |                                       |                                           |             |
|                    | Cate Blanchett       | Jeanette "Jasmine" Francis      | Blue Jasmine                          | Blue Jasmine                              |             |
| Sandra Bullock     | Dr. Ryan Stone       | Gravitáció                      | Gravity                               |                                           |             |
| Judi Dench         | Philomena Lee        | Philomena – Határtalan szeretet | Philomena                             |                                           |             |
| Emma Thompson      | P. L. Travers        | Banks úr megmentése             | Saving Mr. Banks                      |                                           |             |
| Kate Winslet       | Adele Wheeler        | Nyárutó                         | Labor Day                             |                                           |             |
| 2014 (72. gála)    |                      |                                 |                                       |                                           |             |
|                    | Julianne Moore       | Dr. Alice Howland               | Megmaradt Alice-nek                   | Still Alice                               |             |
| Jennifer Aniston   | Claire Bennett       | Boldogság bármi áron            | Cake                                  |                                           |             |
| Felicity Jones     | Jane Hawking         | A mindenség elmélete            | The Theory of Everything              |                                           |             |
| Rosamund Pike      | Amy Elliott-Dunne    | Holtodiglan                     | Gone Girl                             |                                           |             |
| Reese Witherspoon  | Cheryl Strayed       | Vadon                           | Wild                                  |                                           |             |
| 2015 (73. gála)    |                      |                                 |                                       |                                           |             |
|                    | Brie Larson          | Joy "Ma" Newsome                | A szoba                               | Room                                      |             |
| Cate Blanchett     | Carol Aird           | Carol                           | Carol                                 |                                           |             |
| Rooney Mara        | Therese Belivet      | Carol                           | Carol                                 |                                           |             |
| Saoirse Ronan      | Eilis Lacey          | Brooklyn                        | Brooklyn                              |                                           |             |
| Alicia Vikander    | Gerda Wegener        | A dán lány                      | The Danish Girl                       |                                           |             |
| 2016 (74. gála)    |                      |                                 |                                       |                                           |             |
|                    | Isabelle Huppert     | Michèle Leblanc                 | Áldozat?                              | Elle                                      |             |
| Amy Adams          | Dr. Louise Banks     | Érkezés                         | Arrival                               |                                           |             |
| Jessica Chastain   | Elizabeth Sloane     | Miss Sloane                     | Miss Sloane                           |                                           |             |
| Ruth Negga         | Mildred Loving       | Loving                          | Loving                                |                                           |             |
| Natalie Portman    | Jackie Kennedy       | Jackie                          | Jackie                                |                                           |             |
| 2017 (75. gála)    |                      |                                 |                                       |                                           |             |
|                    | Frances McDormand    | Mildred Hayes                   | Három óriásplakát Ebbing határában    | Three Billboards Outside Ebbing, Missouri |             |
| Jessica Chastain   | Molly Bloom          | Elit játszma                    | Molly's Game                          |                                           |             |
| Sally Hawkins      | Elisa Esposito       | A víz érintése                  | The Shape of Water                    |                                           |             |
| Meryl Streep       | Katharine Graham     | A Pentagon titkai               | The Post                              |                                           |             |
| Michelle Williams  | Gail Harris          | A világ összes pénze            | All the Money in the World            |                                           |             |
| 2018 (76. gála)    |                      |                                 |                                       |                                           |             |
|                    | Glenn Close          | Joan Castleman                  | A férfi mögött                        | The Wife                                  |             |
| Lady Gaga          | Ally Maine           | Csillag születik                | A Star Is Born                        |                                           |             |
| Nicole Kidman      | Erin Bell            | Pusztító                        | Destroyer                             |                                           |             |
| Melissa McCarthy   | Lee Israel           | Megbocsátasz valaha?            | Can You Ever Forgive Me?              |                                           |             |
| Rosamund Pike      | Marie Colvin         | Személyes háború                | A Private War                         |                                           |             |
| 2019 (77. gála)    |                      |                                 |                                       |                                           |             |
|                    | Renée Zellweger      | Judy Garland                    | Judy                                  | Judy                                      |             |
| Cynthia Erivo      | Harriet Tubman       | Harriet – Szabadság vagy halál  | Harriet                               |                                           |             |
| Scarlett Johansson | Nicole Barber        | Házassági történet              | Marriage Story                        |                                           |             |
| Saoirse Ronan      | Josephine "Jo" March | Kisasszonyok                    | Little Women                          |                                           |             |
| Charlize Theron    | Megyn Kelly          | Botrány                         | Bombshell                             |                                           |             |

### 2020-as évek
| Év                | Színésznő                              | Színésznő                 | Szerep                          | Magyar cím                 | Eredeti cím                          |
| 2020 (78. gála)   |                                        |                           |                                 |                            |                                      |
| ----------------- | -------------------------------------- | ------------------------- | ------------------------------- | -------------------------- | ------------------------------------ |
| 2020 (78. gála)   |                                        | Andra Day                 | Billie Holiday                  |                            | The United States vs. Billie Holiday |
| 2020 (78. gála)   | Viola Davis                            | Ma Rainey                 | Ma Rainey: A blues nagyasszonya | Ma Rainey's Black Bottom   |                                      |
| 2020 (78. gála)   | Vanessa Kirby                          | Martha Weiss              |                                 | Pieces of a Woman          |                                      |
| 2020 (78. gála)   | Frances McDormand                      | Fern                      | A nomádok földje                | Nomadland                  |                                      |
| 2020 (78. gála)   | Carey Mulligan                         | Cassandra "Cassie" Thomas | Ígéretes fiatal nő              | Promising Young Woman      |                                      |
| 2021 (79. gála)   |                                        |                           |                                 |                            |                                      |
|                   | Nicole Kidman                          | Lucille Ball              | Az élet Ricardóéknál            | Being the Ricardos         |                                      |
| Jessica Chastain  | Tammy Faye Bakker                      | Tammy Faye szemei         | The Eyes of Tammy Faye          |                            |                                      |
| Olivia Colman     | Leda Caruso                            | Az elveszett lány         | The Lost Daughter               |                            |                                      |
| Lady Gaga         | Patrizia Reggiani                      | A Gucci-ház               | House of Gucci                  |                            |                                      |
| Kristen Stewart   | Diána hercegné                         | Spencer                   | Spencer                         |                            |                                      |
| 2022 (80. gála)   |                                        |                           |                                 |                            |                                      |
|                   | Cate Blanchett                         | Lydia Tár                 | Tár                             | Tár                        |                                      |
| Olivia Colman     | Hilary Small                           | A fény birodalma          | Empire of Light                 |                            |                                      |
| Viola Davis       | Nanisca tábornok                       | The Woman King – A harcos | The Woman King                  |                            |                                      |
| Ana de Armas      | Norma Jeane Mortenson / Marilyn Monroe | Szöszi                    | Blonde                          |                            |                                      |
| Michelle Williams | Mitzi Fabelman                         | A Fabelman család         | The Fabelmans                   |                            |                                      |
| 2023 (81. gála)   |                                        |                           |                                 |                            |                                      |
|                   | Lily Gladstone                         | Mollie Burkhart           | Megfojtott virágok              | Killers of the Flower Moon |                                      |
| Annette Bening    | Diana Nyad                             | Nyad                      | Nyad                            |                            |                                      |
| Sandra Hüller     | Sandra Voyter                          | Egy zuhanás anatómiája    | Anatomy of a Fall               |                            |                                      |
| Greta Lee         | Nora Moon                              | Előző életek              | Past Lives                      |                            |                                      |
| Carey Mulligan    | Felicia Montealegre Bernstein          | Maestro                   | Maestro                         |                            |                                      |
| Cailee Spaeny     | Priscilla Presley                      | Priscilla                 | Priscilla                       |                            |                                      |
| 2024 (82. gála)   |                                        |                           |                                 |                            |                                      |
|                   | Fernanda Torres                        | Eunice Paiva              | Én még itt vagyok               | Ainda Estou Aqui           |                                      |
| Pamela Anderson   | Shelly Gardner                         | Az utolsó táncosnő        | The Last Showgirl               |                            |                                      |
| Angelina Jolie    | Maria Callas                           | Maria                     | Maria                           |                            |                                      |
| Nicole Kidman     | Romy Mathis                            | Jókislány                 | Babygirl                        |                            |                                      |
| Tilda Swinton     | Martha Hunt                            | A szomszéd szoba          | The Room Next Door              |                            |                                      |
| Kate Winslet      | Lee Miller                             | Lee                       | Lee                             |                            |                                      |

## Rekordok
| Statisztika                | Név               | Díj / Jelölés | Év                                                                                    |
| -------------------------- | ----------------- | ------------- | ------------------------------------------------------------------------------------- |
| Legtöbb díj                | Ingrid Bergman    | 3 / 4         | 1945, 1946, 1957                                                                      |
| Legtöbb díj                | Jane Fonda        | 3 / 5         | 1972, 1978, 1979                                                                      |
| Legtöbb díj                | Cate Blanchett    | 3 / 6         | 1999, 2014, 2023                                                                      |
| Legtöbb díj                | Meryl Streep      | 3 / 14        | 1982, 1983, 2012                                                                      |
| Legtöbb jelölés            | Meryl Streep      | 3 / 14        | 1982*, 1983*, 1984, 1986, 1989, 1995, 1996, 1997, 1999, 2000, 2003, 2009, 2012*, 2017 |
| Legtöbb jelölés díj nélkül | Katharine Hepburn | 0 / 6         | 1957, 1960, 1963, 1968, 1969, 1982                                                    |

* A színész a díjat elnyerte.

### Többszörös győzelmek
| 3 győzelem - Ingrid Bergman - Cate Blanchett - Jane Fonda - Meryl Streep | 2 győzelem - Sally Field - Jodie Foster - Nicole Kidman - Shirley MacLaine - Geraldine Page - Rosalind Russell - Hilary Swank - Joanne Woodward - Jane Wyman |

### Többszörös jelölések
| 14 jelölés - Meryl Streep 8 jelölés - Nicole Kidman 6 jelölés - Cate Blanchett - Faye Dunaway - Katharine Hepburn - Geraldine Page 5 jelölés - Anne Bancroft - Ingrid Bergman - Jane Fonda - Jodie Foster - Glenda Jackson - Jessica Lange - Susan Sarandon - Joanne Woodward | 4 jelölés - Ellen Burstyn - Jessica Chastain - Judi Dench - Sally Field - Audrey Hepburn - Diane Keaton - Shirley MacLaine - Michelle Pfeiffer - Sissy Spacek - Elizabeth Taylor - Emma Thompson - Liv Ullmann - Kate Winslet 3 jelölés - Annette Bening - Glenn Close - Viola Davis - Scarlett Johansson - Angelina Jolie - Helen Mirren - Julianne Moore - Carey Mulligan - Vanessa Redgrave - Gena Rowlands - Jean Simmons - Tilda Swinton - Charlize Theron - Sigourney Weaver - Michelle Williams - Debra Winger - Natalie Wood | 2 jelölés - Halle Berry - Sandra Bullock - Leslie Caron - Julie Christie - Jill Clayburgh - Olivia Colman - Bette Davis - Lady Gaga - Olivia de Havilland - Deborah Kerr - Anna Magnani - Rooney Mara - Marsha Mason - Frances McDormand - Melína Merkúri - Sarah Miles - Rosamund Pike - Natalie Portman - Lee Remick - Saoirse Ronan - Rosalind Russell - Kristin Scott Thomas - Simone Signoret - Maggie Smith - Sharon Stone - Barbra Streisand - Hilary Swank - Uma Thurman - Emily Watson - Shelley Winters - Jane Wyman |